# Joy-Con 2

Joy-Con 2

Il Joy-Con 2 è un controller prodotto da Nintendo per Nintendo Switch 2, realizzato sulla base del suo predecessore. Un set di Joy-Con 2 è composto da due unità separate, ciascuna delle quali contiene una levetta analogica e una serie di pulsanti. I Joy-Con 2 possono essere utilizzati mentre sono collegati al Nintendo Switch 2 oppure scollegati e utilizzati in modalità wireless. Possono essere utilizzati da un singolo giocatore grazie al grip oppure utilizzare un Joy-Con 2 a persona per giocare in multigiocatore.
La periferica è stata dapprima mostrata nel trailer di annuncio di Nintendo Switch 2, per poi essere presentata nel Nintendo Direct del 2 aprile 2025, incentrato sulla console e i suoi giochi.

## Dimensioni e peso
Dimensioni
- Altezza: 116 mm
- Larghezza: 30,7 mm
- Profondità: 14,4 mm

Peso
- Joy-Con 2 destro circa 67g
- Joy-Con 2 sinistro circa 66g

## Caratteristiche
La principale caratteristica dei Joy-Con 2 sono gli attacchi magnetici ai lati, rispetto alle "rotaie" dei Joy-Con originali, con i quali possono essere collegati o scollegati alla console. Un'altra importante caratteristica è l'utilizzo dei Joy-Con 2 come mouse. La periferica presenta altre caratteristiche quali:
- Lettore/Scrittore NFC (solo Joy-Con 2 destro)
- Rumble HD 2
- Batteria a litio ricaricabile da 500 mAh
- Accelerometro
- Giroscopio
- Sensore ottico (per funzionalità mouse)

## Colori dei Joy-Con 2
- Nero (con i cerchi degli analogici e la parte magnetica di colore blu chiaro sul controller sinistro e rosso chiaro sul destro)

## Comandi dei Joy-Con 2

### Joy-Con 2 sinistro
- Pulsante L
- Pulsante ZL
- Pulsante SL
- Pulsante SR
- Pulsante -
- Stick sinistro premibile
- Pulsanti direzionali (pulsanti Su, Giù, Sinistra, Destra)
- Pulsante di cattura
- Pulsante di rilascio
- Pulsante SYNC

### Joy-Con 2 destro
- Pulsante R
- Pulsante ZR
- Pulsante SL
- Pulsante SR
- Pulsante +
- Pulsanti A/B/X/Y
- Stick destro premibile
- Pulsante HOME
- Pulsante C (consente di avviare GameChat)
- Pulsante di rilascio
- Pulsante SYNC

## Supporti aggiuntivi
- Impugnatura Joy-Con 2
- Volante Joy-Con 2
- Laccetti per Joy-Con 2
- Impugnatura di ricarica Joy-Con 2

Se i Joy-Con 2 vengono inseriti nell'impugnatura apposita, possono essere utilizzati come un singolo controller tradizionale.